# Henri de Grandmaison
Henri de Grandmaison est un journaliste et écrivain français, né le 20 novembre 1933 à Machecoul et mort le 31 mai 2020 à Challans.

## Biographie
Henri Allard de Grandmaison est né de Joseph Allard de Grandmaison, conseiller général de Loire-Inférieure (canton de Bourgneuf-en-Retz), et de Simone de Vallois, le 20 décembre 1933, à Machecoul (Loire-Atlantique), dont son oncle, Jean Allard de Grandmaison, fut député-maire de 1953 à 1970 .
Il commence sa carrière comme journaliste au quotidien Ouest-France en 1957, journal dont il est rédacteur, puis reporter, avant d'en devenir le directeur régional pour la Bretagne en 1978.
En 1984, il rejoint le groupe Bayard Presse comme rédacteur en chef de l'hebdomadaire catholique Pèlerin-Magazine.
En juin 1987, il devient directeur de la rédaction du quotidien Sud Ouest, poste qu'il conserve jusqu'en 1993.
Henri de Grandmaison a été président de l'Association des écrivains de l'Ouest, membre correspondant de l'Académie de Bretagne, a été élu en 1995, membre de l'Académie des sciences, belles-lettres et arts de Bordeaux (au fauteuil de Jacques Ellul), qu'il a également présidée.
Il meurt le 31 mai 2020 dans sa ville natale, devenue Machecoul-Saint-Même, où il est inhumé. Il sortait d'une longue hospitalisation,.

## Œuvres
- La Province trahie (1976)
- Chronique insolente d’une ville de province (1977)
- Le Papivore (J-C. Lattès, 1976)
- La dernière chasse (J-C. Lattès, 1978)
- Les chiens de Dieu (Julliard, 1983, 1990) -

Prix Valentine-de-Wolmar de l’Académie française 1984
- Les feux du bocage (Grasset, 1980)
- Machecoul et ses deux clochers (1981)
- Je t'écris de Bordeaux (Mollat, 1995)
- Journal d’un bordelais (Mollat, 1996)
- Connaître les châteaux de la Loire : 54 petits et grands châteaux à visiter (avec Françoise de Grandmaison, Sud-ouest, 1997)
- Le bonheur des jours (Ouest Éditions, 1999)
- Le Colonel Rémy, un héros de l’ombre (Les chemins de la mémoire, 2000)
- Vendée : le pays que j'aime (Éditions Sud-Ouest, 2004)
- Couleurs de Bordeaux (Éditions Sud-Ouest, 2005)
- Mémoires à la une (Mazarine, 2006)
- L'argentier du roi (Fayard, Mazarine Éditions, 2006)
- Les plus beaux châteaux du Sud-Ouest (Éditions Sud-Ouest, 2007)
- Les aventures d'un trader (Fayard 2008)
- L’enfant qui venait des bois et autres récits extraordinaires du Midi (Éditions Sud-Ouest, 2009)
- Les combats inutiles (Sud ouest 2009)
- La moisson des jours - Les souvenirs d'un journaliste de l'Ouest (La Geste, 2017)